# Nils Åkesson i Rebbelberga
Nils Åkesson (i riksdagen kallad Åkesson i Rebbelberga), född 9 april 1864 i Tirups församling, Malmöhus län, död 3 november 1953 i Rebbelberga församling, Kristianstads län, var en svensk bankdirektör och politiker (högerman).

## Utbildning och lantbrukare
Åkesson genomgick folkskola och lantmannaskola, var biträde vid jordbruk 1888–1894 och arrenderade Rebbelberga kungsgård, Rebbelberga nr 10 från 1894. Han tog 1894 initiativet till andelsmejeriet i Ängelholm.  När han lämnade Kungsgården lät han, cirka 1915, bygga Villa Vesta på Kronotorpsgatan.

## Bankman
Nils Åkesson tog initiativ till bildande av AB Ängelholms lantmannabank 1905, var dess ordförande och verkställande direktör till 1913, ordförande  i styrelsen och verkställande direktör för Skånska bankens avdelnings kontor 1925–1939, vice ordförande i styrelsen och verkställande direktör för Skånska sparbanksföreningen och ordförande i Rebbelberga sparbank 1899–1949.

## Politisk karriär
Enligt Porträttgalleri från Kristianstads län 1931 var han dessutom ordförande i kommunalfullmäktige, pensionsnämnden och taxeringsnämnden. Han satt i styrelsen för Ängelholms slakteri och i styrelsen för Kronprinsessan Viktorias Kustsanatorium i Vejbystrand. Han var också landstingsman. Åkesson var riksdagsledamot i andra kammaren 1909–1911, invald i Södra Åsbo och Bjäre domsagas valkrets och var 1914–1919 ledamot av första kammaren, invald i Kristianstads läns valkrets.

## Utmärkelser
- Svenska sparbanksföreningens stora Guldmedalj.